# 合金鋼
合金鋼（ごうきんこう）とは、炭素鋼に一つまたは数種の合金元素を添加してその性質を改善し、種々の目的に適合するようにした鋼のことである。鋼自体が鉄合金という意味なのでいわゆる自家撞着的用語であり、学術論文ではあまり使用されず、特殊鋼と呼ばれる場合が多い。

## 概要
それぞれの合金元素添加量については下限が定められており、FeとC以外の元素いずれもがその下限に満たないものは、合金鋼と呼ばない。このような鋼は炭素鋼と呼ぶ。
ISOでの下限は、次のようになっているが、特に優れた効果をもつものであれば添加元素と認められる。
Al:0.1、B:0.0008、Co:0.1、Cr:0.3、Cu:0.4La:0.05、Mo:0.08、Nb:0.06、Ni:0.3、Pb:0.4Se:0.1、Te:0.1、Ti:0.05、V :0.1、W:0.1、Zr:0.05 [mass%]
これらの合金元素の合計量が5[mass%]以下ならば低合金鋼、5～10[mass%]ならば中合金鋼、10[mass%]以上ならば高合金鋼と呼ぶ。特に特殊鋼において多元系化が進められており、中でも工具鋼において、最多元系のものが開発されている。

## 代表的な合金鋼
- 熱間工具鋼
- 冷間工具鋼
- 高速度工具鋼
- 耐熱鋼
- 高張力鋼
- マルテンサイト系ステンレス鋼
- 珪素鋼
- クロム鋼
- クロムモリブデン鋼
- ニッケルクロム鋼
- ニッケルクロムモリブデン鋼
- マンガンモリブデン鋼